# Сетоле
Сетоле (мкд. Сетоле) је насеље у Северној Македонији, у северозападном делу државе. Сетоле припада општини Тетово.

## Географија
Насеље Сетоле је смештено у северозападном делу Северне Македоније. Од најближег већег града, Тетова, насеље је удаљено 12 km северно.
Сетоле се налази у доњем делу историјске области Полог. Насеље је положено на брдима изнад Полошког поља. Источно од насеља пружа се тло спушта у поље, а западно се издиже главно било Шар-планине. Надморска висина насеља је приближно 980 метара.
Клима у насељу је планинска због знатне надморске висине.

## Становништво
Сетоле је према последњем попису из 2002. године имало 2 становника.
Претежно становништво у насељу били су етнички Македонци (100%).
Већинска вероисповест је православље.